# Klimaanlage
Eine Klimaanlage ist eine Anlage der Luft- und Klimatechnik zur Erzeugung und Aufrechterhaltung einer angenehmen oder benötigten Raumluft-Qualität (Temperatur, Feuchtigkeit) unabhängig von Wetter, Abwärme und menschlichen und technischen Emissionen. Eine Klimaanlage hat die Aufgabe, die Luft eines Raums in einen bestimmten Zustand zu bringen und zu halten („konditionieren“). Oft wird unter einer Klimaanlage jedoch insbesondere eine Anlage zur Kühlung der Raumluft verstanden.

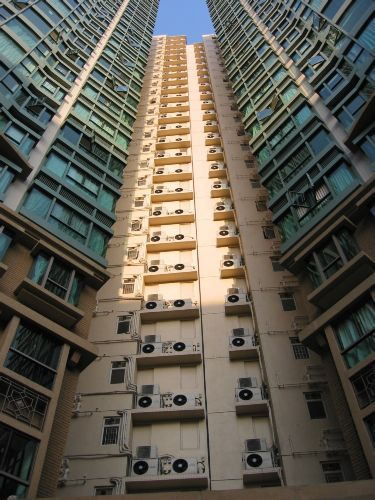
Dezentrale Klimaanlagen; Außenmodule von Splitgeräten in Hongkong, 2002

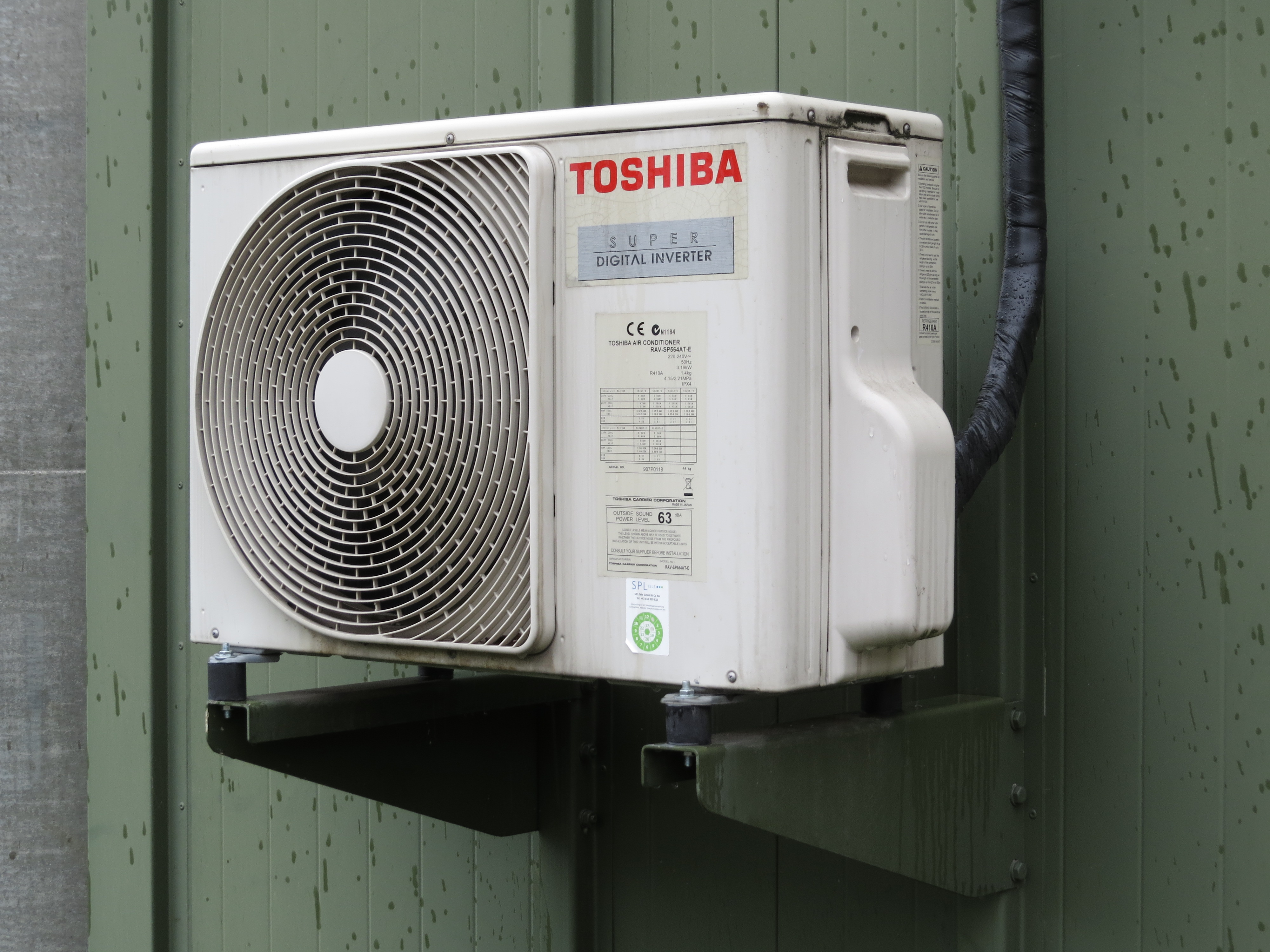
Außengerät einer Split-Klimaanlage

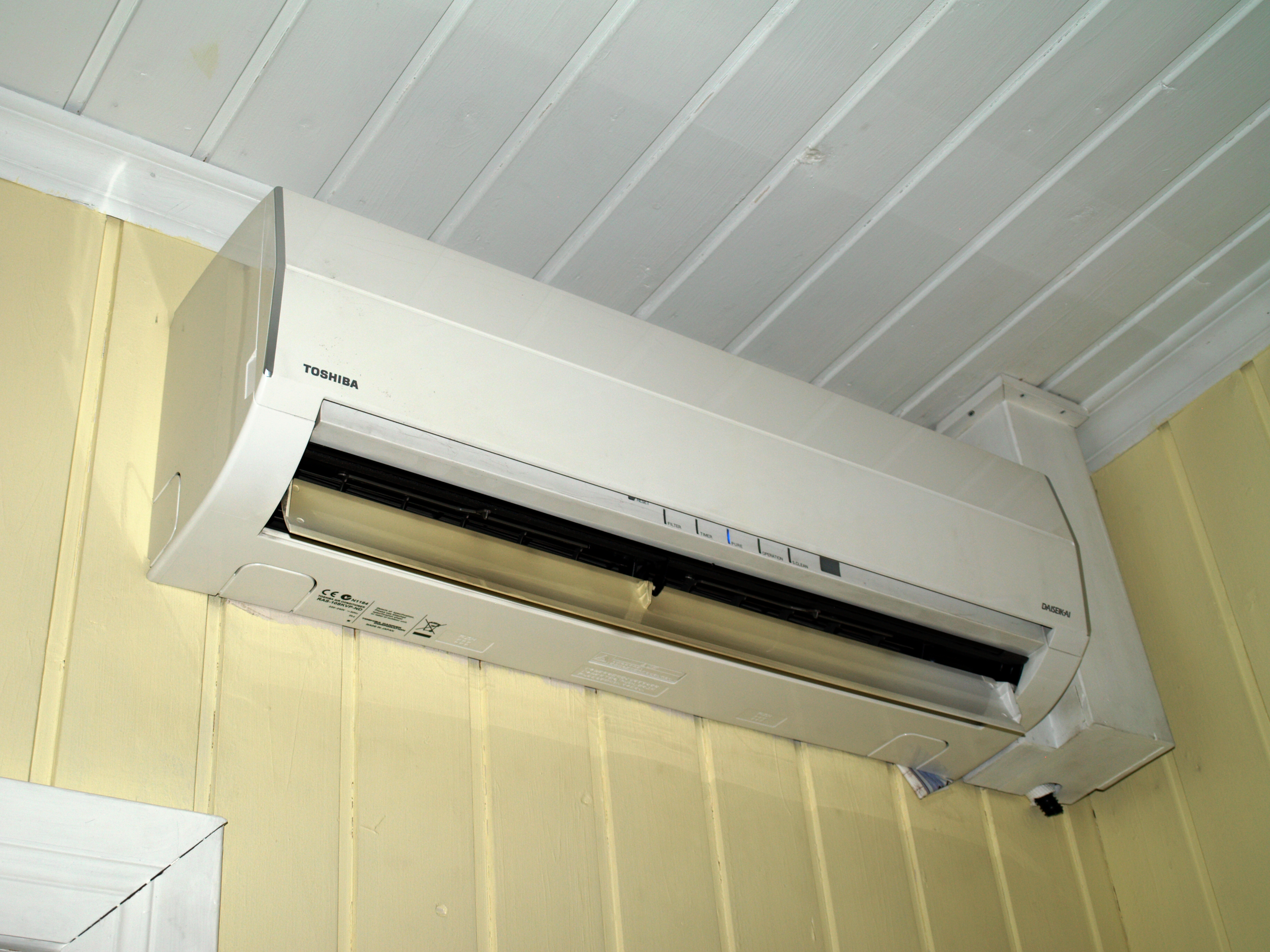
Innengerät einer Split-Klimaanlage

Die Funktionen einer Klimaanlage sind demnach:
1. Änderung der Lufttemperatur (heizen oder kühlen),
2. Änderung der Luftfeuchtigkeit (befeuchten oder trocknen).

Klimaanlagen schaffen in Industrie-, Arbeits- und Wohnräumen sowie in Schiffen, Zügen und anderen Verkehrsmitteln die notwendigen Umgebungsbedingungen für technische Anlagen oder ein für den Menschen angenehmes Raumklima, was üblicherweise mit einer Temperatur von etwa 22 °C und einer relativen Luftfeuchtigkeit von rund 50 % angenommen wird.

## Begriffsdefinition und Einteilung
Nach der EU-Richtlinie über die Gesamtenergieeffizienz von Gebäuden ist eine Klimaanlage

„eine Kombination der Bauteile, die für eine Form der Raumluftbehandlung erforderlich sind, durch die die Temperatur geregelt wird oder gesenkt werden kann.“

Nach § 3 Absatz 1 Nummer 18 des Gebäudeenergiegesetzes (GEG) ist eine Klimaanlage 

„die Gesamtheit aller zu einer gebäudetechnischen Anlage gehörenden Anlagenbestandteile, die für eine Raumluftbehandlung erforderlich sind, durch die die Temperatur geregelt wird.“

Nach der EnEV 2009, der DIN EN 15603 (zurückgezogen), dem Teil 1 der DIN EN ISO 52000, der DIN EN 12792 und der europäischen Richtlinie zur Gesamtenergieeffizienz von Gebäuden (Energy Performance of Buildings Directive, EPBD) wird eine Klimaanlage bzw. ein Klimatisierungssystem als „eine Kombination aus sämtlichen Bauteilen, die zur Bereitstellung einer Form der Luftbehandlung erforderlich sind, bei der die Temperatur, eventuell in Kombination mit Lüftung, Luftfeuchte und Luftreinheit, geregelt wird“ definiert.
Diese Definition ist unter Fachleuten umstritten. Ein Kritikpunkt hierzu ist, dass auch Lüftungsanlagen mit einfachem Lufterhitzer oder jeglicher Form der Wärmerückgewinnung als Klimaanlage zu bezeichnen wären. Da jede Heizung auch immer einen Einfluss auf die Temperatur der Raumluft hat, würden diese Anlagen ebenfalls unter den Oberbegriff Klimaanlage fallen. Der „Recknagel“: Taschenbuch für Heizung und Klimatechnik als Standardwerk im Bereich der HKLS-Technik führt in der 79. Auflage aus dem Jahr 2018 aus, dass der Begriff „Klimaanlage“, obwohl er vielfältig bei der Raumkonditionierung, in der Fahrzeugtechnik, in gesetzlichen Regelungen und den Regeln der Technik (Normen und Richtlinien) verwendet wird, bisher nicht eindeutig definiert ist. Weiterhin wird in dem Werk dargelegt, dass sich das Verständnis der Begriffe sowie die damit zusammenhängende Einteilung der RLT-Anlagen (Klimaanlagen) in den vergangenen Jahren zum Teil stark verändert hat. Hierzu wird zum Beispiel die Einteilung der RLT-Anlagen nach dem Teil 7 der DIN V 18599 der Gliederung von RLT-Anlagen (Klimaanlagen), wie sie in der 70. Ausgabe des eigenen Werkes enthalten war, gegenübergestellt.
Das Blatt 1 der VDI 4700 definiert den Begriff Klimaanlage als „RLT-Anlage mit Lüftungsfunktion und mit vier thermo-dynamischen Luftbehandlungsfunktionen“. Die im Entwurf der DIN 4749 enthaltenen Definitionen der Begriffe Klimaanlage, Klimagerät und Klimatisierung gehen in die gleiche Richtung. In dieser Norm wird zusätzlich zwischen einer Voll- und einer Teil-Klimatisierung unterschieden. Zu letztern heißt es: „Werden nicht beide thermodynamischen Funktionen Temperatur und Luftfeuchte geregelt oder gesteuert, handelt es sich um Teilklimatisierung.“
Eine differenziertere, mögliche Definition lässt sich aus der in der DIN SPEC 13779 (zurückgezogen), welche im Dezember 2009 als nationaler Anhang zu der DIN EN 13779 „Lüftung von Nichtwohngebäuden“ (zurückgezogen) veröffentlicht wurde, enthaltenen Tabelle entnehmen.

### Einteilung von Lüftungs-, Teilklima- und Klimaanlagen nach DIN EN 12237:2003-07 (ehemals DIN SPEC 13779)
Die Einteilung der DIN SPEC 13779 (zurückgezogen) erfolgte nach dem thermodynamischen Einfluss, den die Anlage auf die Zuluft nimmt.
| Kategorie | geregelte Funktionen        | geregelte Funktionen        | geregelte Funktionen        | geregelte Funktionen        | geregelte Funktionen        | Anlagenbezeichnung                                                        |
| Kategorie | Lüftung                     | Heizung                     | Kühlung                     | Befeuchtung                 | Entfeuchtung                | Anlagenbezeichnung                                                        |
| --------- | --------------------------- | --------------------------- | --------------------------- | --------------------------- | --------------------------- | ------------------------------------------------------------------------- |
| THM-C0    | Grünes Häkchensymbol für ja |                             |                             |                             |                             | Einfache Lüftungsanlage                                                   |
| THM-C1    | Grünes Häkchensymbol für ja | Grünes Häkchensymbol für ja |                             |                             |                             | Lüftungsanlage mit Heizfunktion bzw. Luftheizungsanlage                   |
| THM-C2    | Grünes Häkchensymbol für ja | Grünes Häkchensymbol für ja |                             | Grünes Häkchensymbol für ja |                             | Teilklimaanlage mit Befeuchtungsfunktion                                  |
| THM-C3    | Grünes Häkchensymbol für ja | Grünes Häkchensymbol für ja | Grünes Häkchensymbol für ja |                             |                             | Teilklimaanlage mit Kühlfunktion                                          |
| THM-C4    | Grünes Häkchensymbol für ja | Grünes Häkchensymbol für ja | Grünes Häkchensymbol für ja | Grünes Häkchensymbol für ja |                             | Teilklimaanlage mit Kühl- und Befeuchtungsfunktion                        |
| THM-C5    | Grünes Häkchensymbol für ja | Grünes Häkchensymbol für ja | Grünes Häkchensymbol für ja | Grünes Häkchensymbol für ja | Grünes Häkchensymbol für ja | Klimaanlage mit allen Funktionen (oder umgangssprachlich Vollklimaanlage) |

Legende:
- – Wird in der Teilklimaanlage geregelt
- – Wird in der Teilklimaanlage beeinflusst, aber nicht geregelt.

Weiterhin werden die Klimaanlagen zusätzlich nach der Lüftungsfunktion gekennzeichnet. Wird Außenluft zugeführt, so handelt es sich um eine Klimaanlage mit Lüftungsfunktion. Wird dagegen nur Umluft gefahren, so ist das eine Klimaanlage ohne Lüftungsfunktion.
Die DIN SPEC 13779 stellte zudem fest, dass gemäß § 12 der EnEV an allen Klimaanlagen der Ausführungen THM-C3 bis THM-C5 regelmäßige energetische Inspektionen durchzuführen sind, wenn die Kälteleistung zur Luftkühlung größer ist als 12 kW.

## Vor- und Nachteile von Klimaanlagen
Die Auswirkungen von Klimaanlagen auf die Wohnatmosphäre und die Produktivität bei der Arbeit sind umstritten und von vielen individuellen Faktoren beeinflusst.
Pro:

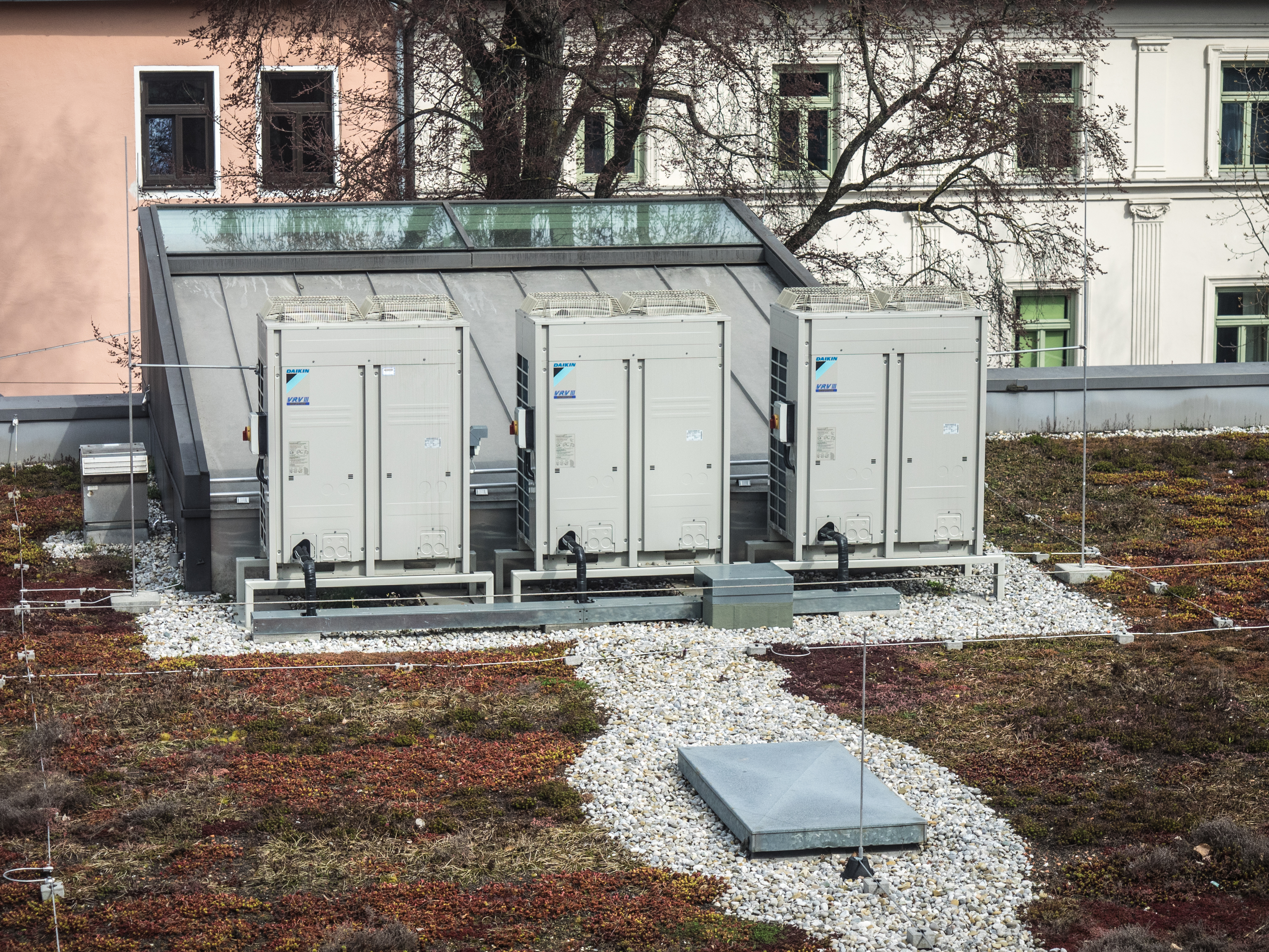
Außeneinheiten einer größeren Klimaanlage mit variablem Kältemitteldurchfluss

- Frischluftzufuhr. Dies ist gemäß Arbeitsschutz, z. B. in Deutschland nach der Arbeitsstätten-Richtlinie Lüftung (ASR 5) dann nötig, wenn die Luftqualität nicht im Wesentlichen der Außenluftqualität entspricht.[13] Neben CO2 werden bei einer Frischluftzufuhr auch Gerüche und Schadstoffe wie Lösungsmittel aus Baustoffen oder Teppichen, Ozon aus Laserdruckern, Stäube, Gase und Dämpfe aus Herstellungsprozessen etc. abgeführt. Die Arbeitsschutz-Verordnungen benennen als Maßstab jeweils MAK-Werte (Maximale Arbeitsplatz-Konzentration).
- Bei etwa 20 °C ist der Mensch zu 100 % leistungsfähig. Bei 28 °C sinkt die Leistungsfähigkeit auf 70 % und bei 33 °C auf 50 %.[14] Laut Arbeitsstätten-Richtlinie Raumtemperatur (ASR A3.5) soll die Temperatur an Büroarbeitsplätzen 26 °C nicht übersteigen.[15] Beim Überschreiten einer Lufttemperatur im Raum von +26 °C soll der Arbeitgeber zusätzliche Maßnahmen ergreifen, zum Beispiel die Lockerung der Bekleidungsregelungen oder die Bereitstellung von Trinkwasser. Bei Überschreitung der Lufttemperatur im Raum von +30 °C müssen derartige Maßnahmen ergriffen werden. Räume mit einer Lufttemperatur von über +35 °C sind für die Zeit der Überschreitung ohne technische oder organisatorische Maßnahmen oder persönliche Schutzausrüstungen nicht als Arbeitsräume geeignet.[16]
Andere Quellen nennen abweichende Werte, stimmen jedoch in der grundlegenden Aussage überein, dass bei Temperaturen über 22–25 °C die Leistungsfähigkeit abnimmt.[17][18]

Contra:
- Energieverbrauch, Abwärme und Betriebsgeräusche selbst effizienter Klimaanlagen stellen insbesondere in Ballungsgebieten ein Problem dar.[19][20]
- Wenn veraltete Kältemittel (z. B. R-410A) in die Umwelt gelangen, kann das zur Klimaerwärmung und zum Ozonabbau in großen Höhen beitragen.[21][22] Betreiber von größeren Kältemaschinen sind deshalb durch die Chemikalien-Klimaschutz-Verordnung dazu verpflichtet, die Dichtheit des Systems regelmäßig prüfen zu lassen. Moderne Kältemittel haben keine Ozon-abbauende Wirkung mehr. In vielen Ländern sind Ozonschicht-schädigende Kältemittel mittlerweile für Neuanlagen oder komplett verboten. Frühere Kältemittel waren bis zu 3000-fach klimaschädlicher als CO₂, moderne Kältemittel sind viel weniger klimaschädlich (beispielsweise ist R290 (Propangas) noch etwa dreimal so klimaschädlich wie CO₂); frühere Kältemittel mit hohem CO₂-Vergleichswert sind ebenfalls in vielen Ländern für Neuanlagen oder komplett verboten und werden kaum noch produziert und eingesetzt. In stationären Anlagen für den Endverbraucher werden aber Kältemittel (z. B. R32) eingesetzt, die mehr als 600 mal so klimaaktiv sind wie CO₂.
- Eine Befragung der AOK ergab, dass sich fast 40 % der Befragten durch schlechte Belüftung und Klimaanlagen beeinträchtigt fühlen. Schlecht gewartete Systeme können Schadstoffe nicht abführen oder sogar Bakterien, Schimmelpilze und andere Mikroorganismen verbreiten.[23]
- Bei hoher Luftfeuchtigkeit arbeiten herkömmliche Klimaanlagen unter hohem Energieeinsatz vor allem daran, die Luft zu entfeuchten. Wenn Kühlung und Entfeuchtung gekoppelt sind, kann es kälter werden als erwünscht.[22] Außerdem kann die gewünschte Raumtemperatur zu kalt eingestellt sein. Für gemäßigte Regionen wird empfohlen, die Raumtemperatur nicht kälter als 6 °C unter der Außentemperatur einzustellen.

## Zentrale Gebäude-Klimaanlagen
Bei zentralen Klimaanlagen werden die Funktionen der Luftbehandlung – Luftförderung, Filterung, Temperierung, Be- und Entfeuchtung – in einem zentralen Zuluft-Abluft-Gerät durchgeführt. Von dem Gerät aus verteilen sich Luftkanäle zu den einzelnen Räumen.
Bei zentralen Klimaanlagen wird unterschieden zwischen kombinierten Luft-/Wasser-Anlagen und Nur-Luft-Anlagen.
- Luft-/Wasser-Anlagen

Ein Teil der Temperierung erfolgt bei dieser Bauweise über wassergebundene Flächenheiz- oder -kühlsysteme (Heizkörper, Kühldecken, o. ä.), während die Temperierung der zugeführten Außenluft, Luftförderung, Filterung, Be- und Entfeuchtung im zentralen Gerät verbleiben. Diese Bauweise erlaubt ein starkes Kühlen/Heizen des Raums auch bei gemäßigter Luftförderung.
- Nur-Luft-Anlagen

Bei dieser Bauweise erfolgt die komplette Konditionierung des Raumes ausschließlich mit der zugeführten Luft. Nur-Luft-Anlagen kommen dann zum Einsatz, wenn aus besonderen Gründen wassergebundene Flächenheiz- oder -kühlsysteme im Raum vermieden werden sollen oder wenn größere Räume, wie Säle, Auditorien, Theater, Versammlungsräume, o. ä. klimatisiert werden müssen.
Zentrale Klimaanlagen gelten als bewährt. Die Anforderungen hinsichtlich Luftqualität, leisem Betrieb, Luftfeuchtigkeit, Zugfreiheit und Temperatur lassen sich erfüllen. Die räumliche Konzentrierung wesentlicher Bauteilkomponenten bietet wirtschaftliche Vorteile bezüglich Energieeffizienz, Wartung, Hygiene und Flächennutzung.
Zentrale Lüftungsanlagen gestatten eine umfassende und energieeffiziente Aufbereitung der Raumluft. Unabhängig von der Fassadenausrichtung wird meist an der verkehrsabgewandten Gebäudeseite in Bodennähe im Winter wind-/regengeschützt relativ warme und im Sommer relativ kühle Außenluft ins Gebäude eingebracht. Die Baugrößen ermöglichen durchgängig den Einsatz von Komponenten mit hohen Wirkungsgraden, wie z. B. Ventilator, Wärmerückgewinnung, Schalldämpfung.
Zur Steigerung der Energieeffizienz lassen sich leistungsfähige Wärmerückgewinnungssysteme einsetzen, die auch im Sommer als Nebenprodukt mit der indirekten adiabatischen Verdunstungskühlung selbsterzeugte Kälte bereitstellen. Damit wird die Heizzentrale um einen Teil der thermischen Luftaufbereitung entlastet, und große stromzehrende Kälteanlagen inkl. deren Rückkühlwerke werden vermieden.
Wird bei der Planung einer festinstallierten Klimaanlage der Kühlbedarf berechnet, lassen sich Fehldimensionierungen vermeiden. Die Kühllastberechnung basiert auf der VDI2078. Oft genügt das Aufnehmen der Daten aus den entsprechenden vorhandenen Unterlagen (U-Wert der Baustoffe, Grundrisse usw.).

## Dezentrale Gebäude-Klimaanlagen
Analog zu den zentralen Klimaanlagen lassen sich dezentrale Klimaanlagen ebenfalls in Luft-/Wasser-Anlagen und Nur-Luft-Anlagen unterteilen.

Aufbau einer Kälteanlage, hier ein in einer Wandöffnung montiertes dezentrales Kompaktgerät

Dezentrale Klimaanlagen sind aus Fenster-Kühlaggregaten entstanden, wie sie seit langem in den heißen Regionen Asiens und Amerikas eingesetzt werden, indem eine Lüftungs- und Heizfunktion hinzugefügt wurde. Dezentrale Klimaanlagen werden vorzugsweise für den nachträglichen Einbau in einzelne Räume vorgesehen. An den Komfortanforderungen müssen unter Umständen bei Luftqualität, Lautstärke, Luftfeuchtigkeit, Zugfreiheit und Hygiene Abstriche gemacht werden. Das kann beispielsweise daran liegen, dass bei verkehrszugewandten Fassaden belastete Außenluft in den Raum geführt wird, dass über die Fassade ausgeblasene Abluft wieder angesaugt wird, dass zusätzlich zum Ventilatorgeräusch über die Fassadenöffnungen auch Kompressor- und Verkehrslärm in den Raum dringt, dass keine Be- und Entfeuchtung stattfindet, dass der Winddruck Einfluss auf die Luftbilanzierung des Gebäudes hat oder wegen fehlender Filtervorerwärmung durchnässte Filter verkeimen.
Dezentrale Klimageräte werden vorwiegend unter Flur oder in die Brüstung eingebaut. Dies verringert zentrale Luftverteilungen im Gebäude und die Ausweisung von Technikflächen im Keller oder auf dem Dach. Der Einbau in die Brüstung birgt die Möglichkeit geringer Geschosshöhen, allerdings wird dabei im Gegenzug die effektive Raumbodenfläche um den Überstand der Brüstung reduziert. Es ist zu beachten, dass Räumlichkeiten im Gebäudekern oder Untergeschossen derart kaum zu klimatisieren sind.
Um über die Fassade Abluftansaugungen zu vermeiden und damit auch Brand- und Rauchübertragung einzuschränken, führt man dezentrale Klimaanlagen inzwischen vermehrt als hybride Ausführungen aus. Dabei wird die Raumabluft im Gebäude zusammengefasst und über ein zentrales Abluftgerät über Dach abgeführt, während die Außenluftansaugungen der einzelnen Räume noch über die Fassade erfolgen.
Nachteile
Bei der Erreichung guter Energieeffizienzen sind in größeren Anlagen Abstriche zu machen. Das liegt daran, dass der Vorteil vermiedener Luftverteilungen nicht die Nachteile bei der thermischen Luftaufbereitung überwiegt.
Auf Grund der begrenzten Einbausituationen sind die einzelnen Bauteile klein gehalten, was die erreichbaren Wirkungsgrade z. B. beim Ventilator, Wärmerückgewinnung oder Schalldämpfer vermindert. Sofern das Gerät nicht gegen Regen und Wind geschützt ist, kann es in der Heizperiode passieren, dass die Zuluft (Fassaden-Außenluft) kälter ist als an einem Zentral-Klimaanlagen-Zuluft-Standort, und die Luft daher stärker aufgewärmt werden muss und dann mit einem höheren Luftheizbedarf zu rechnen ist. Auf Grund der Sonneneinstrahlung erfordert die Fassaden-Außenluft im Sommer zudem höhere Kühlleistung. Da bei den einfach aufgebauten Geräten meist auch keine indirekte adiabate Verdunstungskühlung nutzbar ist, muss die Kühlleistung über Kältemaschinen und Rückkühlwerke erzeugt werden, die zusätzliche Technikflächen benötigen und hohe Stromverbräuche verursachen. Bei der Wartung dezentraler Bauteile hat sich gezeigt, dass Zeit- und Transportaufwand für lange Wege und erneute Rüstzeiten vor Ort durchweg erhöhte Kosten nach sich ziehen. Auch können Wartungsarbeiten im Raum Behinderungen im Arbeitsablauf der dort anwesenden Personen verursachen.
Vorteile
Dezentrale Klimaanlagen gestatten ein eigenes Konzept zur flexiblen Raumnutzung und Kostenabrechnung. Die Leistungszahl solcher kleinen Wärmepumpen ist etwa 3. Für 900 bis 1000 Watt elektrischer Leistung (Verbrauch) werden 2700 bis 3000 Watt thermischer Leistung verfügbar.

### Split-Gerät
Bei einer dezentralen Klimaanlage in Form eines Split-Geräts erfolgt die Kompression des Kältemittels im Freien im Außengerät (Verflüssiger/Kompressor), während die Luftbehandlung (Förderung, Filterung und Temperierung) im zu kühlenden Raum durch das Innengerät (Verdampfer) geschieht. Innen- und Außeneinheit sind in der Regel durch zwei biegsame Kupferröhrchen miteinander verbunden, in denen das Kältemittel zirkuliert und die mit flexibler Wärmedämmung umhüllt sind.
Weiterhin gibt es Multi-Split Anlagen, bei denen mehrere Innengeräte mit einem Außengerät verbunden sind, und somit mehrere Räume gekühlt – oder auch geheizt – werden können.
Bei vielen Kleingeräten wird die Raumluft lediglich umgewälzt und dabei gekühlt. Bei einigen Geräten wird ein gewisser Anteil Frischluft durch die Außenwand zugeführt und der abgekühlten Raumluft zugemischt.
Manche Geräte gestatten eine „Betriebsumkehr“. Diese können im Winter die Funktion einer Wärmepumpenheizung übernehmen.

### Monoblock-Gerät, Kompaktgerät
Hier befinden sich alle Komponenten in einem einzigen Gehäuse, das sich im zu kühlenden Raum befindet. Über einen Abluftschlauch wird erwärmte Luft nach außen abgeführt. Die ausströmende Luft bewirkt einen Unterdruck, der nur mit Zuluft ausgeglichen werden kann, denn theoretisch würde der Unterdruck ein Vakuum im Innenraum bewirken. Anders gesagt: Je mehr Luft hinausgepumpt wird, umso mehr kommt von anderswo in den Raum. Die ankommende Luftmenge gleicht die nach außen gehende wärmere genau aus. Und zwar unabhängig davon, ob sie durch vorgesehene Öffnungen oder durch undichte Stellen an Türen oder Fenstern kommt oder eben von neben der Stelle, wo die warme Luft nach außen geht. Wenn die von außen ankommende Luft dieselbe Temperatur hat wie die innen vorhandene, kann so ein Gerät nur die Hälfte der Energie für die Abkühlung nutzen. Dieser Sachverhalt wird beim Verkauf der Geräte nicht mitgeteilt, er ist erheblich im Vergleich zu Splitgeräten. Der Sachverhalt ist bei Autoklimaanlagen bekannt. Statt die von außen kommende warme Außenluft abzukühlen, wird dort empfohlen, die schon gekühlte Innenluft im Umlaufverfahren weiter abzukühlen. Das ist bei Monoblock-Geräten offensichtlich nicht möglich.
Der sich im Raum befindende Kompressor stellt gegenüber einem Splitgerät eine Lärmquelle im Innenraum dar.

## Variable Leistungssteuerung (Inverter)
Als Klimaanlagen mit Inverter oder mit Inverter-Technologie werden solche Anlagen bezeichnet, bei denen sich die Leistung des Klimakompressors variabel dem Kühlbedarf anpassen kann. Die zentrale Rolle bei der Regulierung des Kompressors hat hierbei ein Frequenzumrichter, auch Inverter genannt – daher die Bezeichnung.
Bei herkömmlichen Klimaanlagen läuft der Kompressor entweder auf Höchstleistung oder ist abgeschaltet. Die Anpassung der Kühlleistung erfolgt durch den Wechsel verschiedenlanger Perioden von Betrieb und Stillstand des Kompressors. In Inverter-gesteuerten Anlagen wird die Leistung des Kompressors dem Kühlbedarf stetig angepasst. Im Frequenzumrichter wird der Wechselstrom aus dem Stromnetz zunächst mit Hilfe eines Gleichrichters in Gleichstrom gewandelt, während der nachgeschaltete Wechselrichter den Strom wieder in Wechselstrom unterschiedlicher Frequenzen umwandelt. Je nach Wechselstromfrequenz dreht sich der Asynchronmotor des Kompressors dann schneller oder langsamer und verändert so die Leistung des Kompressors.
Da bei einem häufigen Start-Stopp-Betrieb die mechanischen Bauteile der Geräte stärker beansprucht und auch das Stromnetz durch abrupte Änderungen der Leistungsaufnahme gestört wird, sind Klimaanlagen mit Inverter-Technologie in Situationen mit sich häufig und kontinuierlich änderndem Kühl- (oder Heiz-)Bedarf effizienter. In Situationen, in denen ein durchgehender Betrieb auf Maximalleistung benötigt wird, sind die herkömmlichen Geräte wiederum im Vorteil, da bei der Inverter-Technologie Energieverluste durch die Konvertierung entstehen.

## Regelung und Vergleichsprozess
Die Zusammenschaltung der verschiedenen Aggregate zur Luftaufbereitung bedarf spezieller Regelungsalgorithmen. Sie nehmen direkten Einfluss auf die Wirtschaftlichkeit, den Ressourcenverbrauch und die Umweltverträglichkeit der Klimaanlage. Die unterschiedlichen Regelungsverfahren können mit Jahressimulationen zwar auf ihre Effizienz hin beurteilt werden, sie gestatten aber keine Aussage bezüglich ihres tatsächlichen, absoluten Qualitätsstandes. Aus diesem Grund wurden Vergleichsprozesse der Klimatechnik entwickelt. Sie basieren auf einer Optimierungsstrategie (dynamische Optimierung mit den Variablen Temperatur und Feuchte) mit einer variabel definierbaren Zielfunktion.

## Umwelt- und gesundheitsbezogene Probleme
(Quelle: )

### Bakterielle Kontamination
Klimaanlagen sind potenzielle Emissionsquellen für Bioaerosole. Das in ihnen vorherrschende Milieu fördert das Wachstum von Mikroorganismen, wie Legionella pneumophila und Actinomyceten. Die Voraussetzungen für Wachstumsnischen dieser Bakterien finden sich allerdings nur in schlecht gewarteten Kühltürmen, deren Bakterienfreiheit im Rahmen von Routinewartungen üblicherweise durch Chlorung gewährleistet wird.
Siehe auch: Klimaanlage in Fahrzeugen

### Sick-Building-Syndrom
Eine ungenügend ausgelegte oder schlecht gewartete Klimaanlage kann das Auftreten von Symptomen des Sick-Building-Syndroms begünstigen. Die Abgabe von stark riechenden oder reizenden Substanzen aus Wänden, Böden, Decken, Möbeln und Apparaten oder Feuchtigkeitsschäden am Gebäude kommen als Ursache in Frage. Die Abgrenzung gegenüber anderen Faktoren der Arbeitsbelastung kann sehr schwierig sein.

### Kältemittel
Die Verwendung von Fluorchlorkohlenwasserstoffen (FCKWs) als Kältemittel in Klimaanlagen war bis ins 21. Jahrhundert weit verbreitet. Vor allem die Kältemittel R-11 und R-12 („Freon-12“) wurden aufgrund ihrer guten Eigenschaften in den Bereichen Stabilität und Sicherheit bevorzugt eingesetzt. Allerdings erreichen diese Gase beim Entweichen aus beschädigten oder schlecht gewarteten Geräten die Atmosphäre, wo sie unter dem Einfluss von UV-Licht als Katalysatoren in einer Kettenreaktion die homolytische Spaltung von Ozon begünstigen (Siehe: FCKWs – Umwelteinfluss). Die Verwendung von R-12 wurde 1994 umgestellt zu R-134a, das kein Ozonabbaupotential aufweist. Aufgrund des hohen Treibhauspotentials ist jedoch auch dieses Mittel seit 2017 in PKW in der EU nicht mehr zulässig. In Pkw wird als Nachfolger oft R1234yf eingesetzt, in Hausgeräten ist meist R290 der Nachfolger.
Die Verwendung von R-22 war bis 2010 noch erlaubt. Diese FCKW-Verbindung hat ein Treibhauspotential, das 1800-mal größer ist als das von CO2. Die Verwendung von recyceltem R-22 war noch bis 2015 erlaubt.
In Haushaltsgeräten wird (Stand 2018) vorwiegend R410a verwendet, selten R32, R407c oder R134a. Diese Kältemittel sind alle stark klimaschädlich, wenn sie freigesetzt werden (mehrere hundertmal schädlicher als CO2). Das weniger klimaschädliche R290 (ca. dreimal so schädlich wie CO2) wird bisher (Stand: Sommer 2018) nur in einigen Monoblockgeräten eingesetzt, Split-Geräte damit sind erst ab 2019 zu erwarten. Im März 2018 wurde einem Splitgerät von Midea als erstem Klima-Splitgerät der Blaue Engel verliehen, da es mit R290 recht umweltschonend und energieeffizient arbeitet.
Mit der Kühlturbine wird in Flugzeugen, Bahnen, Schiffen und Militärgerät eine Kältemittel-freie Technik verwendet, die allein die Expansionskühlung von Luft nutzt. Die Technik bedarf jedoch aufwändiger Turbinen und hat sich zur Gebäudekühlung bisher – Stand 2024 – nicht etabliert.

## Ökologische Alternativen

### Hintergrund
Stand März 2021 existierten etwa 1,2 Milliarden Klimaanlagen. Aufgrund der globalen Erwärmung erwarten Forscher, dass die Zahl der Klimaanlagen durch die wachsende Mittelschicht in Schwellenländern mit heißem und feuchtem Klima bis 2050 auf 4,5 Milliarden steigt. Damit einher ginge ein rasant steigender Stromverbrauch, ein höherer Kohlendioxidausstoß und Ozonschicht-Veränderung durch entweichende Kältemittel. Daher wird nach Alternativen zu herkömmlichen Kompressor-Klimaanlagen gesucht.
Mit dem Global Cooling Prize wurde im Jahr 2018 ein Wettbewerb gegründet, der die Entwicklung von Ökoklimaanlagen forcieren soll. Das Ziel bei dem Wettbewerb ist, dass bis März 2021 eine Klimaanlage erfunden wird, die Räume (von jeder beliebigen Hitze auf der Erdoberfläche) auf 27 Grad Celsius herunterkühlen kann, die Luftfeuchtigkeit auf 60 Prozent senkt und über die Lebenszeit hinweg 80 Prozent weniger Treibhausgase produziert, als herkömmliche Raumkühler.

### Gebäudeklimatisierung
Seit Mitte der 1980er Jahre wird auch in Deutschland immer mehr die sogenannte adiabate Kühlung in der Gebäudeklimatisierung eingesetzt. Die erforderliche Kälte wird dabei durch Verdunstungskälte erzeugt. Durch Verdunsten von Wasser an der Luft entsteht ein Kühlpotential, das immer unterhalb der Umgebungstemperatur liegt. Die erreichbare Untertemperatur hängt von der relativen Feuchte der Luft ab. Bis auf den Transport von Luft und Wasser wird zur Kälteerzeugung keine mechanische oder elektrische Energie benötigt. Es sind jedoch nur geringe Temperaturdifferenzen zu erreichen. Es gibt drei Verfahren:
1. Verdunstungskühlung der Zuluft (Grenze: hohe Raumluftfeuchtigkeit)
2. Verdunstungskühlung der Abluft mit Wärmetauscher zur Zuluft
3. Trocknung der Zuluft vor der Verdunstungskühlung (zusätzlicher Aufwand)

Beispielsweise hat das deutsche Bundeskanzleramt eine adiabate Kühlanlage: Mit 1 m³ Wasser (etwa 5 €) lassen sich so am Tag gut 1000 m² Bürofläche kühlen. Ein weiteres Beispiel für die adiabate Kühlung war die EXPO 1992 in Sevilla. Dort wurde die Außenlufttemperatur auf dem EXPO-Gelände durch Verdunstung von zuweilen 42 °C auf 36 °C abgesenkt. In der Umgebung von Kraftwerks-Kühltürmen kann statistisch nachgewiesen werden, dass deren adiabatische Kühlung zu vermehrtem Niederschlag in der näheren Umgebung führt (siehe auch Industrieschnee).
Auch werden auf Basis von Erdkälte (auch Brunnenwasser oder Oberflächenwasser) Kühlsysteme für Bürogebäude installiert. Dabei wird beispielsweise einem nahen See aus ausreichender Tiefe 4 °C kaltes Wasser entnommen und durch eine Art Nahkältenetz in Gebäuden verteilt, anschließend wird das Wasser wieder in den See zurückgeführt. Veränderte Temperaturen können jedoch Auswirkungen auf das Ökologiesystem haben (Fischbestand, Wasserqualität etc.).
Prinzipiell lassen sich in den gemäßigten Breiten sowohl der Wärme- als auch der Kältebedarf ohne zusätzliche Energie decken, indem Saisonwärme- und -kältespeicher verwendet werden.
Sorptionsklimaanlagen können mit Solarwärme betrieben werden: Solare Klimatisierung

### Passive Kühlung durch Verschattung

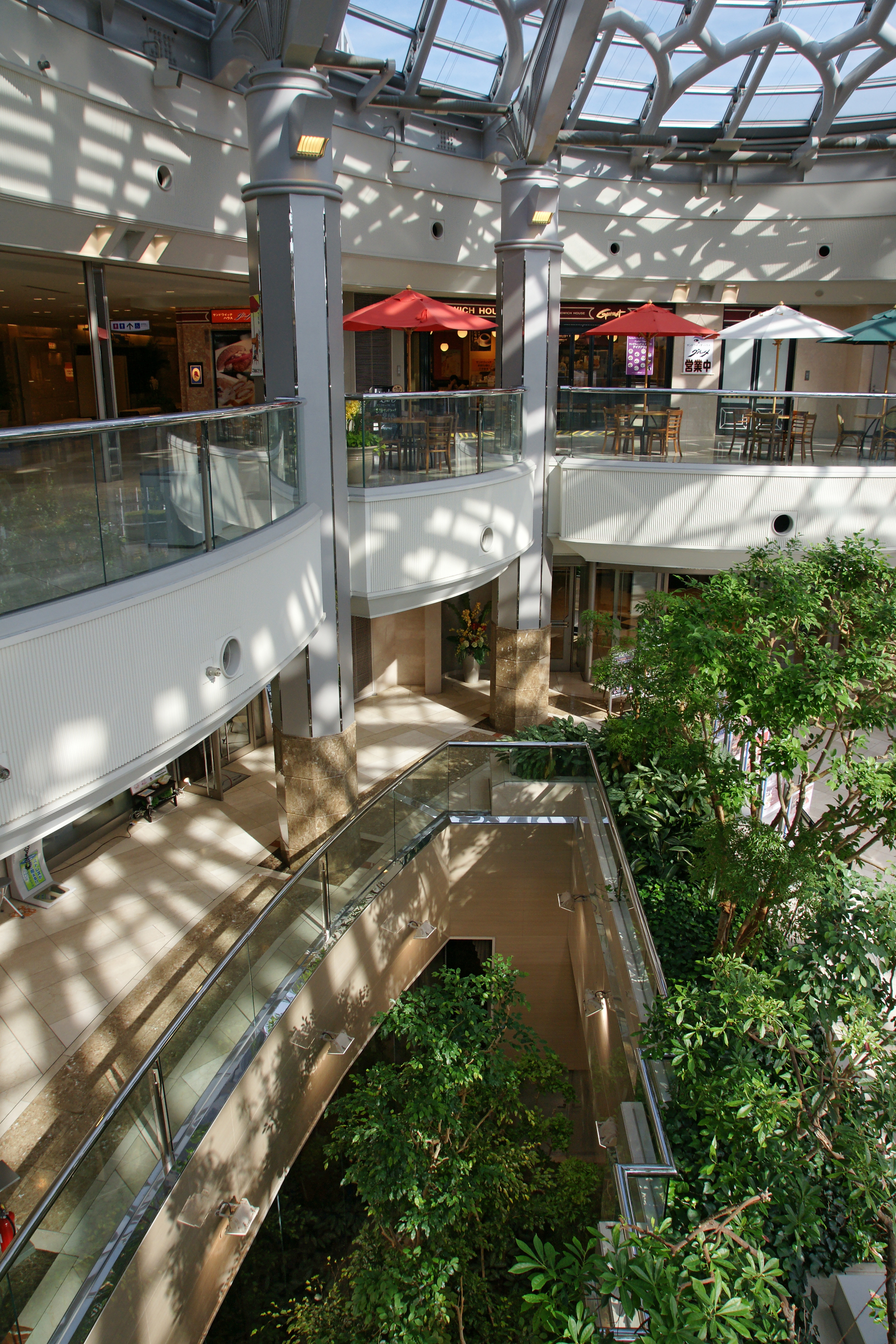
Atrium im Flughafengebäude von Osaka

Des Weiteren besteht die Möglichkeit, die Temperatur innerhalb von Gebäuden erst gar nicht zu stark steigen zu lassen. Dies geschieht insbesondere durch die Verschattung von Fenstern und Glasfronten, so dass die Sonneneinstrahlung vermindert oder ganz blockiert wird und sich das Gebäude-Innere dadurch nicht so stark aufheizen kann. Dabei ist darauf zu achten, dass die entsprechenden Vorrichtungen an der Außenseite des Fensters angebracht werden, so dass die Wärmestrahlung erst gar nicht durch das Fenster das Gebäude-Innere erreicht. Dies geschieht beispielsweise durch Rollläden, Markisen, Außenjalousien, Fensterläden, Sonnensegel und ähnliche Vorrichtungen, durch eine entsprechende Architektur (Vordächer, Gebäudevorsprünge, Balkone, Brise Soleil o. ä.) oder durch eine Architektur, bei der die kühle Luft des Schattens in einem Atrium genutzt wird. Auch Bäume vor Fenstern können vor Sonneneinstrahlung schützen; dabei haben Laubbäume den Vorteil, dass die Blätter im Sommer vor Sonneneinstrahlung schützen, während sie in der kalten Jahreszeit abfallen und dadurch eine direkte Sonneneinstrahlung ermöglichen. 
Forschung und neue Materialien (Weißpigment und Folien) im Bereich der Abstrahlungskühlung steigern die Effizienz passiver (stromloser) Systeme erheblich. Neuentwickelte Sonnenschutz-Panels können auch bei vollem Sonnenschein Wärme in den Weltraum abstrahlen und signifikante Einsparungen im Betrieb bewirken. Sie eignen sich darüber hinaus im Rahmen des Albedo-Managements als Mittel gegen die Erderwärmung.
Da die Sommertemperaturen tendenziell steigen, außenliegende Beschattungsmaßnahmen für die Kühlwirkung von Innenräumen die stärkste Wirksamkeit aufweisen und im Vergleich zu Klimaanlagen auf Basis von Kältemaschinen kein Energieverbrauch entsteht, der die Stadt aufheizt, fördert die Stadtgemeinde Wien 2020–2025 die Anbringung von außenliegendem Sonnenschutz wie Rollläden, Jalousien und Markisen für Wohnungen in mindestens 20 Jahre alten Gebäuden.

## Kältemaschinen
Eine Klimaanlage kann gegenüber konventionellen Heizungs- und Luftreinigungsanlagen auch kühlen, filtern und entfeuchten. Hierzu verfügt sie über eine Kältemaschine, wie sie ganz ähnlich auch in vielen Kühlschränken und allen Gefrierschränken vorzufinden ist. Die Filterung erfolgt oft über Filtervliese. Kondensationsflächen mit Wasserabläufen dienen der Lufttrocknung. Die Wärme wird über den Kältekreislauf transportiert und dann auf der anderen Seite abgegeben. Folglich benötigt eine Klimaanlage immer ein Medium (Kältemittel), mit dem sie die Wärme transportieren kann. Hierzu wird oder wurde üblicherweise Kältemittel R-410A, R-407C, R-134a, Chlordifluormethan (R-22), R-290, oder R-12 verwendet.
R12 ist heute verboten.
R-134a ist seit 2017 in der EU in Neufahrzeugen verboten.
Einige Kältemittel, wie z. B. R-290, besitzen eine erhöhte oder hohe Brandgefahr.

Eine Kaltluft-erzeugende Klimaanlage besitzt eine Kompressor-Kältemaschine (Prinzip siehe auch unter Wärmepumpe). In deren Kältekreislauf wird der Zusammenhang zwischen Druck und Temperatur des Klimagases (Kältemittel) ausgenutzt: Ein Gas, das man komprimiert, erwärmt sich; umgekehrt kühlt es sich ab, wenn man es entspannt (sich wieder ausdehnen).
Eine kühlende Klimaanlage funktioniert somit folgendermaßen:
1. Das Klimagas wird im Freien mit einem Kompressor komprimiert und verflüssigt sich in einem nachfolgenden Wärmetauscher. Die dabei entstehende Wärme wird an die Umwelt abgeführt. Das Kältemittel hat dann etwa (Außen-)Umgebungstemperatur.
2. Das flüssige Kältemittel wird in den Innenraum geleitet, wo es sich nach einer Kapillare in Kühlrippen (im Verdampfer) wieder ausdehnen darf, wobei es diese unter (Innen-)Raumtemperatur abkühlt. Es nimmt seine spezifische Verdampfungsenthalpie auf.
3. Raumluft wird an den Kühlrippen vorbeigeblasen und gibt dabei ihre Wärme an die Kühlrippen ab – und wird deutlich abgekühlt wieder in den Raum abgegeben.
4. Das verdampfte, durch die Wärmeübertragung von der Raumluft wieder beinahe auf Raumtemperatur erwärmte Klimagas wird wieder nach außen zum Kompressor geführt. Der Kreislauf beginnt wieder von vorn.

Der Energieverbrauch, den Klimaanlagen zum Kühlen oder Heizen benötigen, konnte stetig gesenkt werden. Heutige gute Klimageräte haben eine Leistungszahl von 3,5 bis 4,0. Diese benötigen also für eine Kühlleistung von 4 kW nur eine Antriebsleistung von ca. 1,1 kW.
Bei Wohn- und auch Autoklimaanlagen hängt der Energieverbrauch stark von der Differenz zwischen Innen- und Außentemperatur ab. Bei Klimaanlagen zum Kühlen von Rechenzentren oder Maschinen ist der primäre Verbrauchsfaktor die durch die Geräte erzeugte Wärme, die abgeführt werden muss.

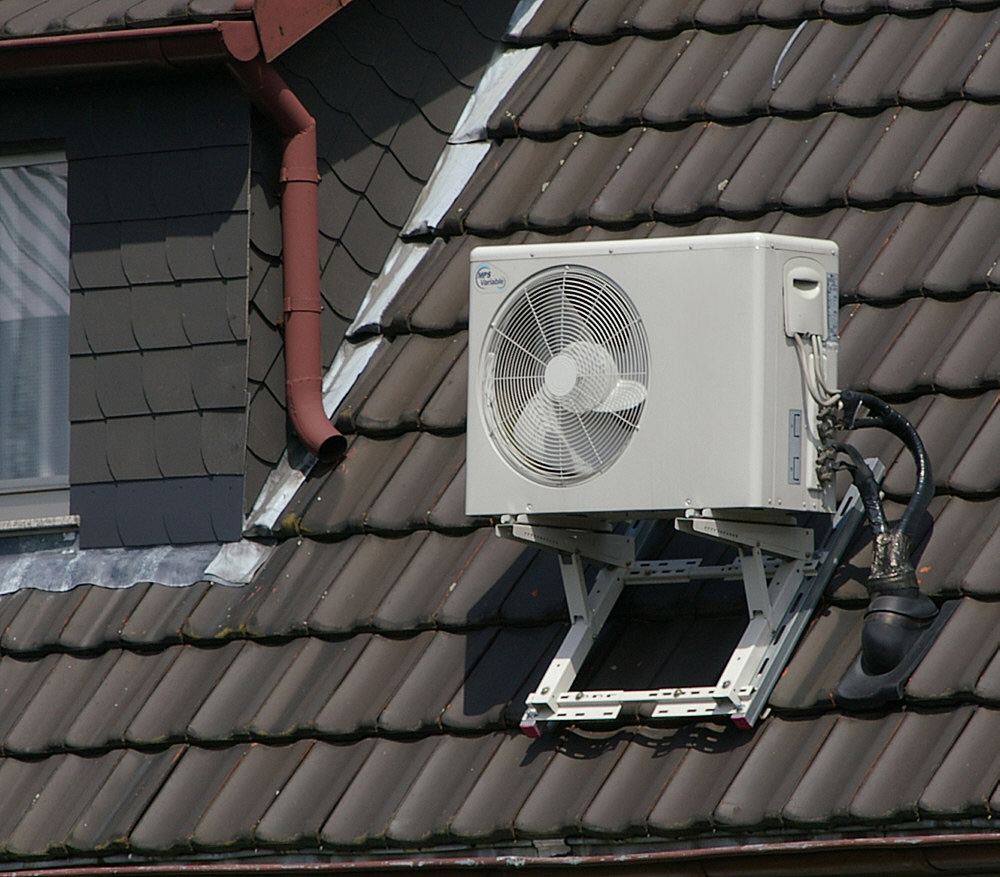
Split-Klimaanlage

Klimaanlagen werden auch immer öfter zum Heizen verwendet (also ein umgekehrter Betrieb), da sie rund 2/3 der abgegebenen Wärmemenge aus der Außenluft entnehmen und nur 1/3 der abgegebenen Wärmemenge elektrisch aufnehmen (Wärmepumpenprinzip). Moderne Geräte erreichen Leistungszahlen von bis zu 5 im Heiz- und bis zu 4 im Kühlbetrieb, d. h. nur noch 20–25 % der benötigten Energiemenge ist elektrische Verbrauchsenergie. Klimageräte mit Wärmepumpenfunktion sind daher trotz höherer Anschaffungskosten weit effizienter als Elektroheizungen. Es werden für größere Objekte Wärmerückgewinnungsanlagen gebaut, bei denen die Abwärme im Kühlbetrieb für das Erwärmen von Brauchwasser genutzt werden kann. Auch eine Kombination mit einer Fußbodenheizung ist sinnvoll, weil dadurch das Temperaturniveau der warmen Seite gesenkt werden kann.
Wie bei anderen Haushaltsgeräten werden die Geräte in Energieeffizienzklassen von A (gut) bis G (schlecht) eingeteilt; diese Angabe ist mittlerweile Pflicht.
Außerdem sind, in geringem Umfang, mit Gasmotor betriebene Wärmepumpen im Einsatz. Diese beziehen ihre Energie aus Erd- oder Flüssiggas. Strom wird hier lediglich für Steuerung bzw. bei Kaltwassersätzen für den Betrieb der Kaltwasserpumpen benötigt. Gasbetriebene Wärmepumpen haben den Vorteil, dass die Verluste bei der Stromerzeugung und beim Transport der elektrischen Energie vermieden werden. Sie haben höhere Anschaffungskosten und einen höheren Wartungsaufwand.

### Anwendungsbereiche und Bauarten
Bei Klimaanlagen wird unterschieden:
- Direktverdampfer
- indirekte Kühlung über Kaltwasser- oder Sole-Kreisläufe

In kleinen Klimaanlagen wie Raumkühlgeräten, PKW-Klimaanlagen, Krananlagen und Klimaanlagen in Zügen wird die Luft direkt über den Einbau eines Verdampferbündels in den Luftstrom gekühlt. Großanlagen für die Klimatisierung von Bürogebäuden oder auch zur Kühlung von größeren Elektroschaltanlagen mit einer größeren Anzahl von Kühlstellen werden indirekt gekühlt. Der Verdampfer der Kälteanlage ist ein Wärmeübertrager, der Wasser oder Sole kühlt. Die Sole besteht aus Wasser, dem Frostschutzmittel beigegeben ist. Es wird ein geschlossener Kühlkreislauf mit Kreiselpumpen betrieben, in dem ein Ausdehnungsgefäß zur Aufnahme der thermischen Volumenänderung eingebaut ist.

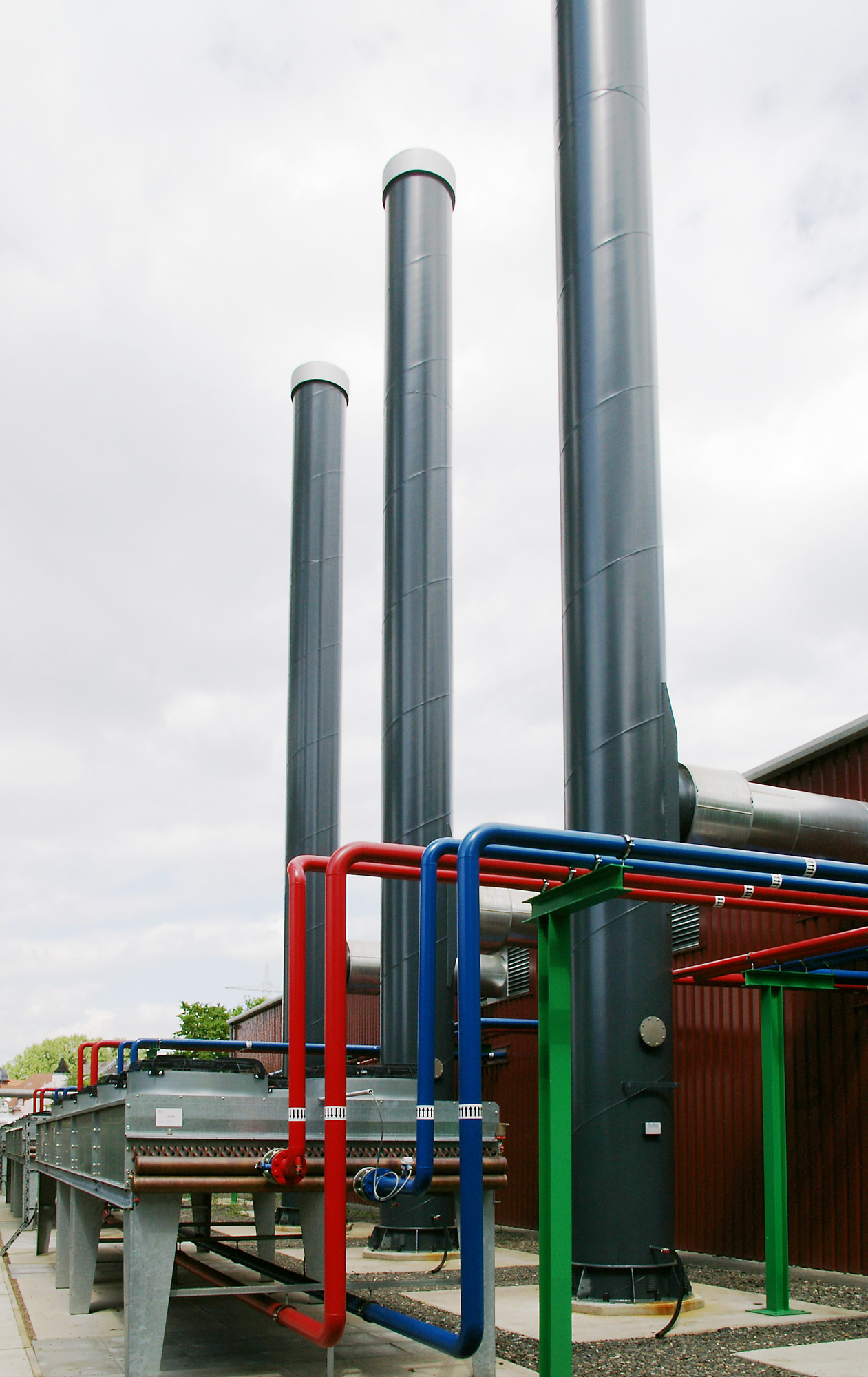
Großkühlung (ehem. Zeche Gneisenau, Dortmund-Derne)

Die Leistungen der Klimaanlagen reichen von 2 kW Kälteleistung (Raumklimagerät) bis zu zentralen Kälteanlagen im Steinkohlenbergbau mit einer Kälteleistung bis 3 MW je Verdichteraggregat.
Für den privaten Gebrauch kommen Monoblock- oder Splitgeräte in Frage (s. o.):
- Monoblockgeräte haben einen Abluftschlauch, der in einem Wanddurchbruch fest verlegt sein oder aus einem Fenster gehängt werden muss. Diese Geräte haben den Nachteil, dass durch den zwangsläufigen Luftdruckausgleich die nach außen geblasene Abluft sofort wieder ersetzt wird durch warme und feuchte Außenluft, die durch die Ritzen in Fenstern und Türen einströmt. Somit wird ein großer Teil der Wirkung der Klimaanlage wieder zunichtegemacht. Ferner sind diese Geräte lauter als Splitgeräte, da der Kompressor innerhalb der Wohnung arbeiten muss. Allerdings gibt es auch Monoblockgeräte mit einem zweiten Schlauch zum Ansaugen von Außenluft, sodass kein Luftdruckausgleich mehr erforderlich ist. Diese Zweischlauch-Geräte sind aber bisher wenig verbreitet.
- Splitgeräte sind effizienter, da der Verflüssiger an einer günstigen Stelle außerhalb des zu kühlenden Raums aufgestellt werden kann. Verflüssiger und Verdampfer werden über Schlauchleitungen verbunden. Einige Split-Klimageräte verfügen heutzutage über eine sog. Wärmepumpenschaltung, die es ermöglicht, die Klimaanlage auch im Herbst, Winter und Frühling als energiesparende Zusatzheizung bis zu einer Außentemperatur von bis zu −15 °C zu betreiben.

Bekannt aus den USA ist auch eine Klimaanlage von der Größe eines Mikrowellenherdes, die in einen Fensterrahmen gestellt werden kann, und die Abwärme direkt nach außen abgibt. Das Klimagerät sollte hierzu ringsum gegen Fensterrahmen abgedichtet werden, damit die Abwärme nicht wieder ins Zimmer eintreten kann.

## Weitere Einsatzgebiete

### Fahrzeuge

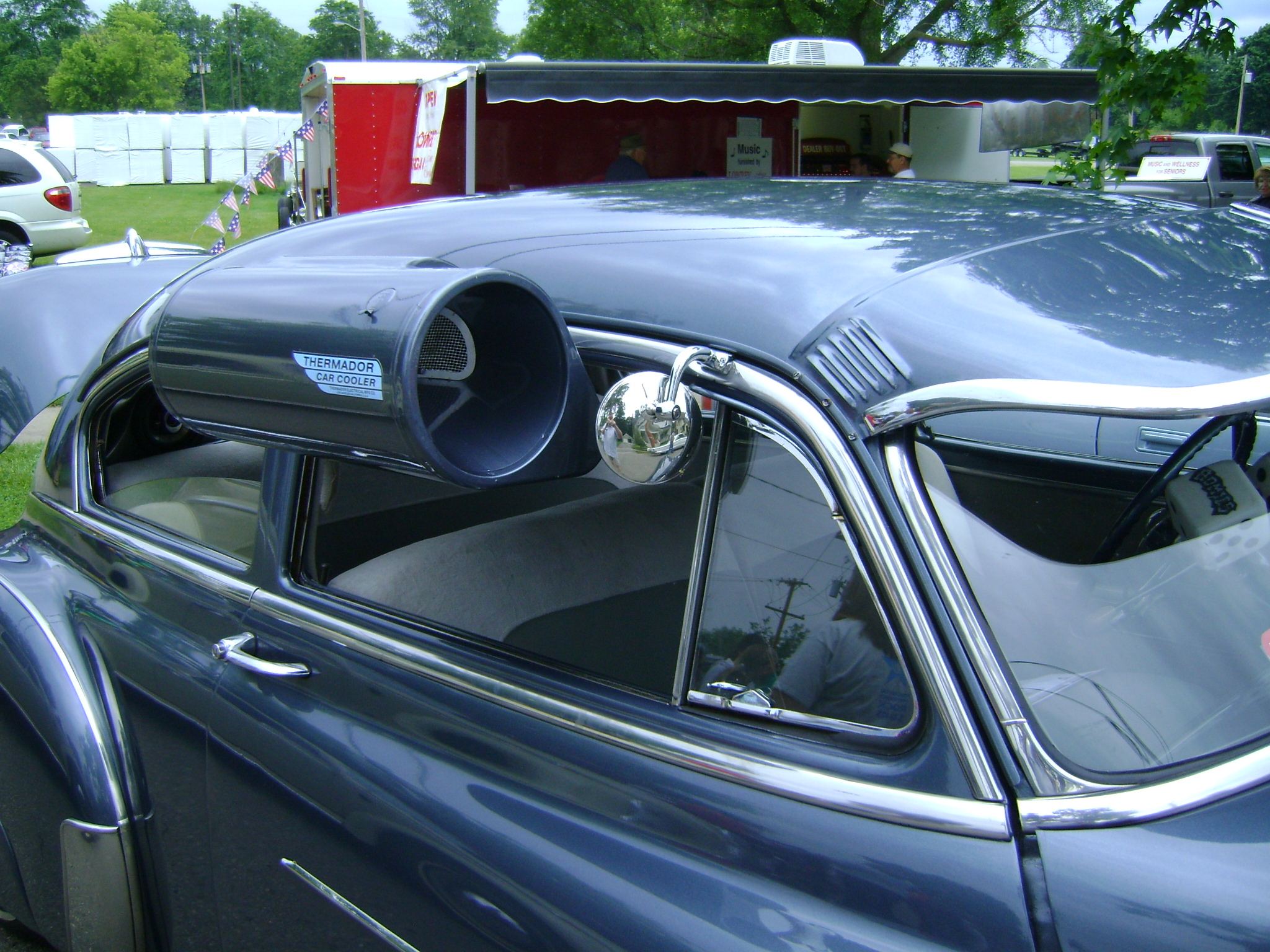
US-amerikanischer Verdunstungskühler der 1950er Jahre

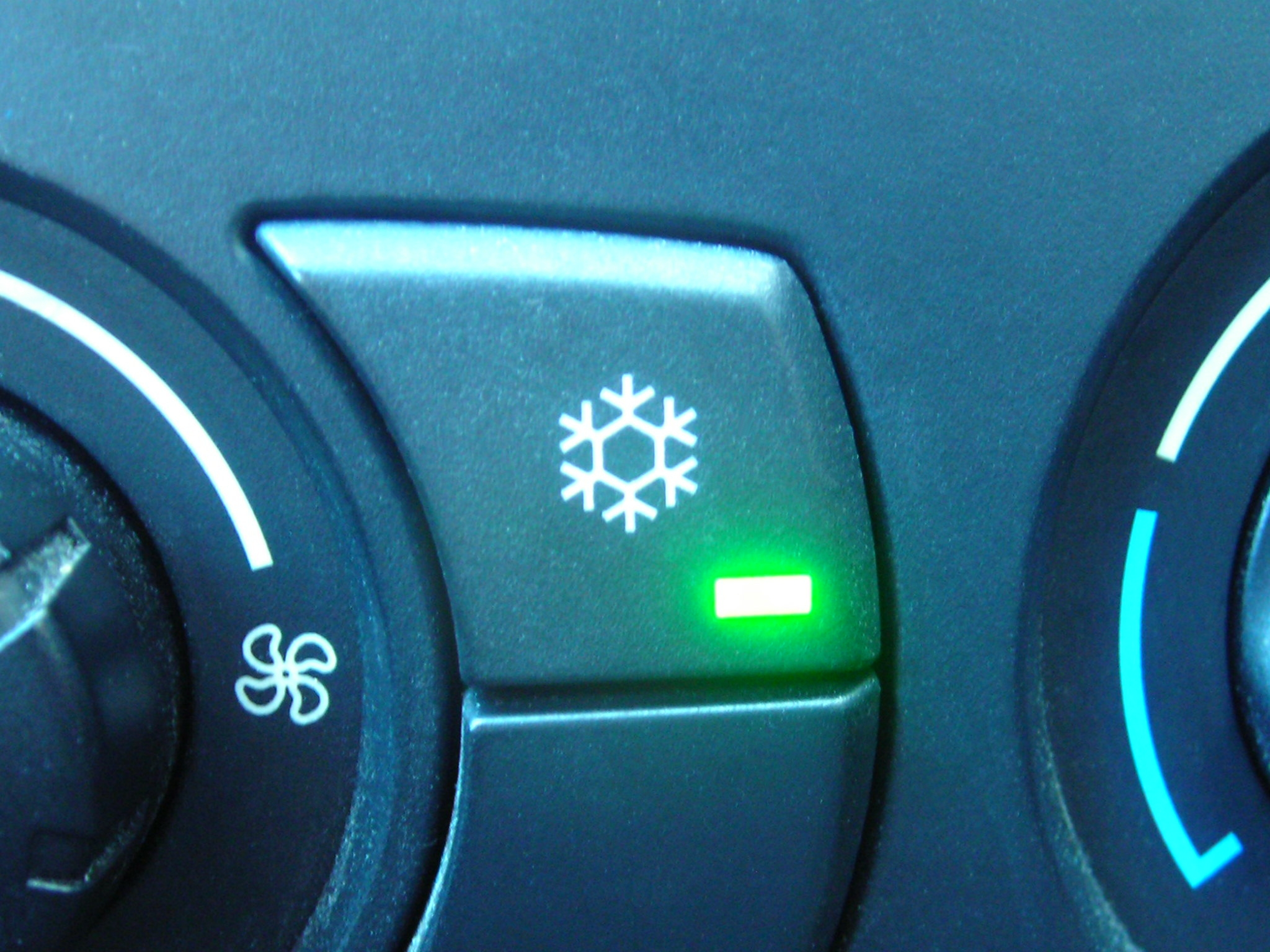
Manueller Schalter für eine Klimaanlage (PKW)

Klimaanlagen werden auch in Luftfahrzeugen und Kraftfahrzeugen eingesetzt. Oftmals wird dabei von Klimaautomatik gesprochen. Der generelle Unterschied liegt in der automatischen Regelung einer Klimaautomatik im Gegensatz zur simplen Steuerung einer klassischen Klimaanlage. Das bedeutet, durch ständigen Vergleich der Soll/Ist-Werte regelt eine Klimaautomatik selbständig die eigene Leistung nach, um den gewünschten Temperaturbereich einzuhalten. Demgegenüber bleibt die Steuerung einer herkömmlichen Klimaanlage dauerhaft auf der eingestellten Leistung stehen, wodurch der Nutzer selbständig manuell nachregeln muss, wenn der gewünschte Temperaturbereich nicht mehr eingehalten wird. Zudem ist es mit modernen Klimaautomatiken in Fahrzeugen sogar möglich, die Temperatur für Fahrer, Beifahrer sowie Rückbank separat einzustellen. Üblicherweise wird auch die unterschiedliche Erwärmung des Fahrgastraumes durch Sonneneinstrahlung kompensiert, indem die Position der Sonne über einen Sonnenstandssensor (auch: Solarsensor) ermittelt und dementsprechend die betroffene Seite des Fahrzeugs stärker gekühlt wird. Während des Kühl-Vorgangs bildet sich im Lamellensystem des Klimaanalagen-Verdampfers kontinuierlich Kondenswasser. Damit sind beste Bedingungen für Mikroorganismen und biologisches Wachstum gegeben. Über diesen idealen Nährboden für Keime und Bakterien hinweg wird die gekühlte und kontaminierte Luft direkt in die Fahrgastzelle abgegeben. Anders als vielleicht vom Autofahrer erwartet, existieren leider keine Standards innerhalb der Wartungsintervalle, obwohl der aktuelle Stand der Technik des Vereins Deutscher Ingenieure auch im Kraftfahrzeugbereich nach der VDI-Richtlinie 6032 eine regelmäßige hygienische Reinigung empfiehlt.

### Schiffe
Auf Schiffen ist der Betrieb einer Klimaanlage sehr viel einfacher und kostengünstiger, da hier die Abfalltemperatur über das praktisch unbegrenzt zur Verfügung stehende und relativ kalte Seewasser abgegeben werden kann. Aus diesem Grunde können auch wesentlich tiefere Temperaturen erreicht werden. Beispiele für solche als Kaltwassersatz bezeichneten Klimageräte findet man z. B. auf fast allen Schiffen der Deutschen Marine.

### Eisenbahn

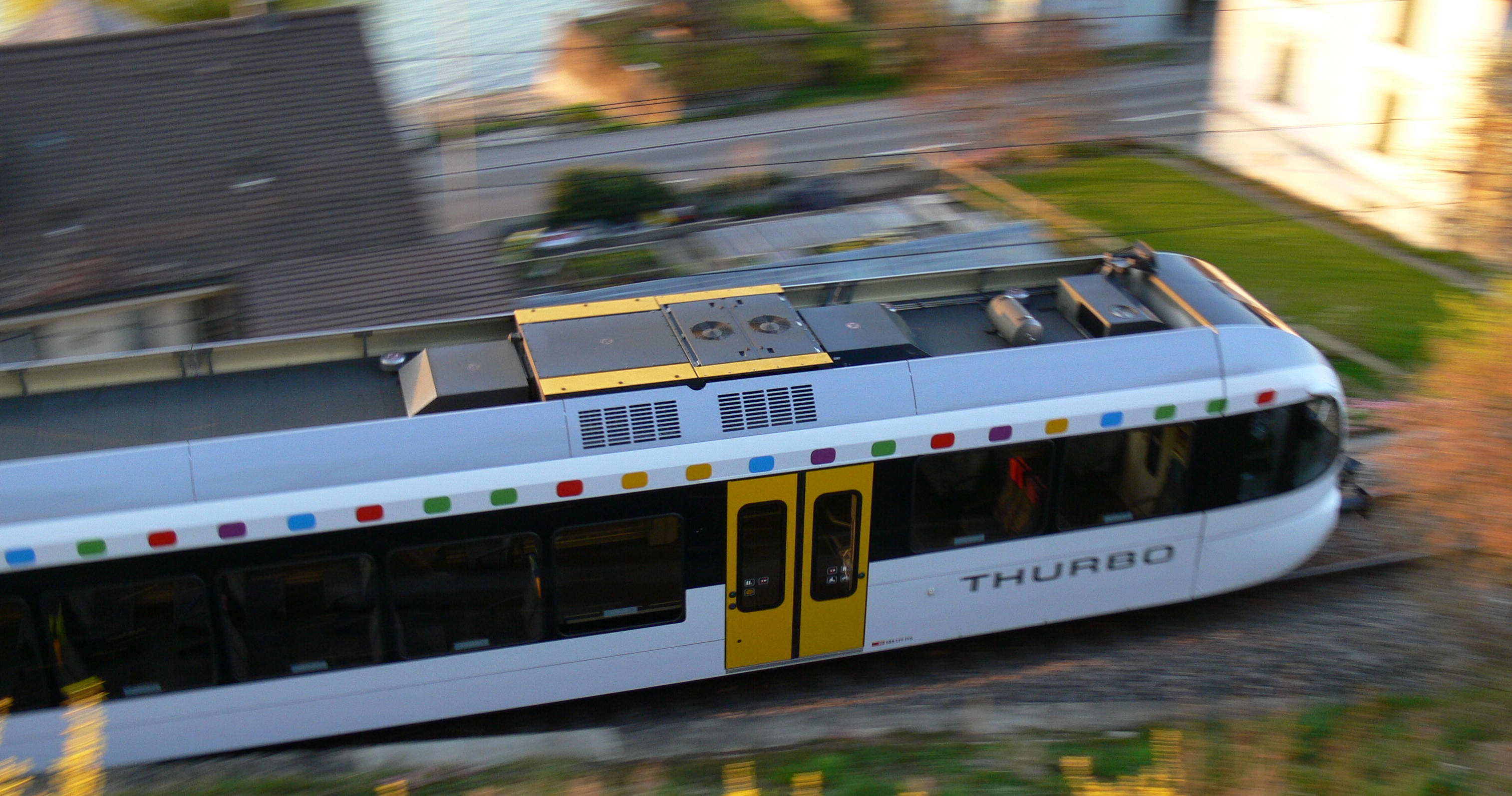
Klimagerät auf dem Dach eines GTW in der Schweiz

Das Reisen in Zügen mit einer klimatisierten, luftgefilterten und druckgeschützten Umgebung bietet einen hohen Fahrgastkomfort. Messgrößen und deren Zielwerte für Komfort werden in einer Reihe von Normen festgelegt, insbesondere der EN 13129. Die wesentlichen Größen sind Temperatur, Luftfeuchtigkeit, Wärmestrahlung (Oberflächentemperatur und Durchgang durch Fenster), Luftgeschwindigkeit im Zug und der Schallpegel. Der Einsatzort (geographische Lage) und die Anwendungsart (Straßenbahn, U-Bahn, Regionalbahn oder Hochgeschwindigkeitszug) erfordern prinzipiell verschiedene, angepasste Klimasysteme. Diese werden HVAC-Systeme genannt (engl.: Heating, Ventilating and Air Conditioning bzw. auf Deutsch: Heizung, Lüftung, Klimatechnik (HLK)).
Nahezu alle modernen Schienenfahrzeuge wie Triebzüge und Personenwagen sowie die Führerstände vieler Lokomotiven sind mit Klimaanlagen ausgerüstet. Die Klimageräte sind entweder unter dem Fußboden, häufiger aber auf dem Dach eingebaut, meistens bei Niederflurfahrzeugen. Sie werden über das Bordnetz des Fahrzeuges oder über entsprechende Umrichter direkt aus der Zugsammelschiene mit Energie versorgt. Damit keine warme Außenluft ins Wageninnere gelangen kann, können bei klimatisierten Zügen die Fenster nicht oder nur durch den Zugbegleiter geöffnet werden. Die Klimageräte sind überwiegend als Kompaktgeräte ausgeführt, seltener als Splitgeräte.

### Flugzeuge
Die Klimaanlage im Flugzeug (engl. environmental control system (ECS)) umfasst zusätzlich die Druckversorgung. Das bedingt oftmals eine andere Konstruktion und Energiequelle mit wesentlich größerem Leistungsbedarf und erhöhten Sicherheitsanforderungen. Die Klimaanlage wird in Verkehrsflugzeugen benötigt, um den Passagieren bei Flughöhen bis über 11.000 Metern die notwendige Atmosphäre in der Kabine mit genügend Luftdruck, einer ausreichenden Sauerstoffversorgung und einer angemessenen Umgebungstemperatur zu bieten.
Bei Flugzeugen mit Strahltriebwerk(en) wird sie unter anderem mit Zapfluft aus diesen betrieben.

## Entwicklungsgeschichte
Die erste voll funktionsfähige Klimaanlage nach heutigem Prinzip soll von W.H.Carrier 1902 erfunden worden sein. Im Bereich der Autoklimaanlagen wurden diese zuerst 1938 von Nash und im selben Jahr auch von Studebaker eingebaut.

## Prozentuale Verbreitung von Klimaanlagen in Haushalten nach Ländern
Stand März 2021 verfügten in den USA 90 Prozent aller Haushalte über eine Klimaanlage. In Deutschland waren es zum gleichen Zeitpunkt drei Prozent, in Brasilien und Mexiko 16 Prozent, in Indonesien neun Prozent, und in Indien hatten sieben Prozent der Haushalte eine Klimaanlage.

## Abkürzungen

Schaltzeichen für Klimagerät/Klimaanlage

- A/C („Aircondition type Carrier“) – Klimaanlage nach W. H. Carrier (im Kfz. gebräuchliche Taste)
- VRF („Variable Refrigerant Flow“) – variabler Kältemittelmassenstrom
- VRV („Variable Refrigerant Volume“) – variabler Kältemittel-Volumenstrom
- BTU („British Thermal Unit“) – 1000 BTU/h ≈ 293 W
- RLT-Anlage (raumlufttechnische Anlage)